# Troyca
TROYCA Inc. (株式会社トロイカ, Kabushiki gaisha Toroika) est un studio d'animation japonaise. 

## Histoire
TROYCA est fondé en mai 2013, par trois anciens membres du studio AIC, le producteur Toshiyuki Nagano, le directeur de la photographie Tomonobu Kato et le directeur d'animation Ei Aoki. Le nom de l'entreprise vient du russe « тройка » (troïka) qui signifie « trio » étant donné que ces trois personnes sont au centre de l'entreprise. Actuellement, Toshiyuki Nagano est le président du studio et le directeur du conseil d'administration. En 2015, dans le « Newtype × Machi ★ Asobi Anime Award 2015 », le studio se voit décerner le prix du meilleur design mecha et le prix de la meilleure bande sonore pour la série anime coproduite avec A-1 Pictures « Aldnoah.Zero ».

## Productions

### Séries télévisées
| Année | Titre                                                     | Dates de 1re diffusion | Dates de 1re diffusion | Nb. éps.   | Notes                                                                   |
| Année | Titre                                                     | Début                  | Fin                    | Nb. éps.   | Notes                                                                   |
| ----- | --------------------------------------------------------- | ---------------------- | ---------------------- | ---------- | ----------------------------------------------------------------------- |
| 2014  | ΛLDNOΛH.ZERO                                              | 5 juillet 2014         | 20 septembre 2014      | 24         | Série originale coproduite avec A-1 Pictures ; 1re partie de la série.  |
| 2015  | ΛLDNOΛH.ZERO                                              | 10 janvier 2015        | 28 mars 2015           | 24         | Série originale coproduite avec A-1 Pictures ; 2de partie de la série.  |
| 2015  | Beautiful Bones                                           | 7 octobre 2015         | 23 décembre 2015       | 12         | Basé sur un roman de Shiori Ōta.                                        |
| 2017  | Re:Creators                                               | 8 avril 2017           | 16 septembre 2017      | 22         | Série originale.                                                        |
| 2018  | IDOLiSH7 (en)                                             | 7 janvier 2018         | 19 mai 2018            | 17         | Basé sur jeu de rythme de Bandai Namco Entertainment.                   |
| 2018  | Yagate kimi ni naru                                       | 5 octobre 2018         | 28 décembre 2018       | 13         | Basé sur le yuri manga éponyme de Nio Nakatani.                         |
| 2019  | Lord El-Melloi II's Case Files {Rail Zeppelin} Grace note | 7 juillet 2019         | 29 septembre 2019      | 13         | Basé sur la série de light novel de Makoto Sanda et de Mineji Sakamoto. |
| 2020  | IDOLiSH7 2 (en)                                           | 2020                   | À venir                | À annoncer | Suite de la série.                                                      |
| 2020  | ID:INVADED                                                | 2020                   | À venir                | À annoncer | Projet original.                                                        |

### Autres productions
| Année | Titre                                                     | Date(s) de sortie | Notes                                                                                    |
| ----- | --------------------------------------------------------- | ----------------- | ---------------------------------------------------------------------------------------- |
| 2018  | IDOLiSH7: Vibrato (en)                                    | 18 février 2018   | Épisode originale dérivé de la franchise IDOLiSH7 et diffusé sur YouTube.                |
| 2018  | Lord El-Melloi II's Case Files {Rail Zeppelin} Grace note | 31 décembre 2018  | Nouveau projet de la franchise Fate/ de TYPE-MOON ;Épisode pilote de la série télévisée. |

### Coopération de production
- Lorsqu'une production d'animation fait appel à de la sous-traitance ou à de la coopération, cela est généralement indiqué dans le générique de fin.

| Année | Titre                                      | Studio principal  | Notes            |
| ----- | ------------------------------------------ | ----------------- | ---------------- |
| 2014  | Shin-chan                                  | Shin-Ei Animation | —                |
| 2015  | Gate: jieitai kanochi nite, kaku tatakaeri | A-1 Pictures      | Épisode 4        |
| 2015  | Kokoro ga sakebitagatterunda. (en)         | A-1 Pictures      | Film d'animation |
| 2016  | Battery                                    | ZERO-G            | Épisode 6        |
| 2016  | Your Name.                                 | CoMix Wave Films  | Film d'animation |
| 2017  | Eromanga Sensei                            | A-1 Pictures      | —                |
| 2017  | Saenai Heroine no Sodatekata ♭             | A-1 Pictures      | —                |
| 2017  | Fate/stay night: Heaven's Feel             | ufotable          | Film d'animation |